# Napoleonka

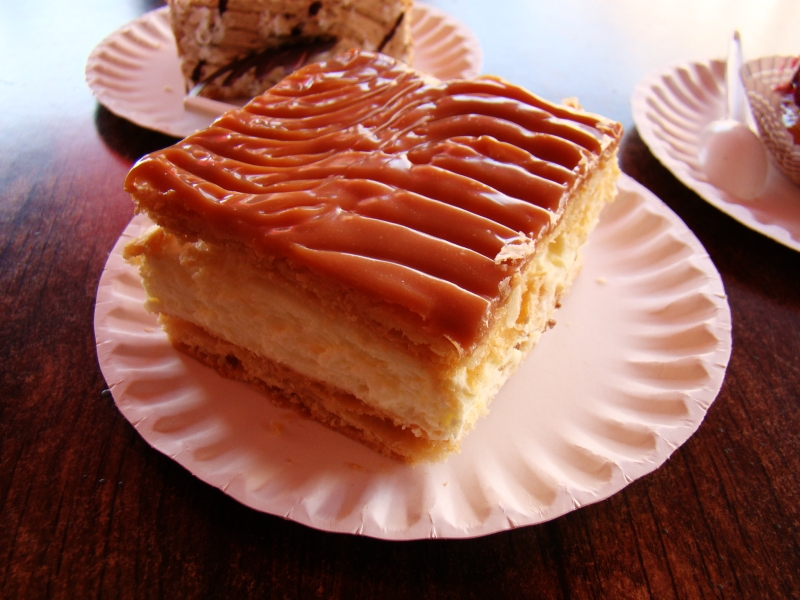
Kremówka

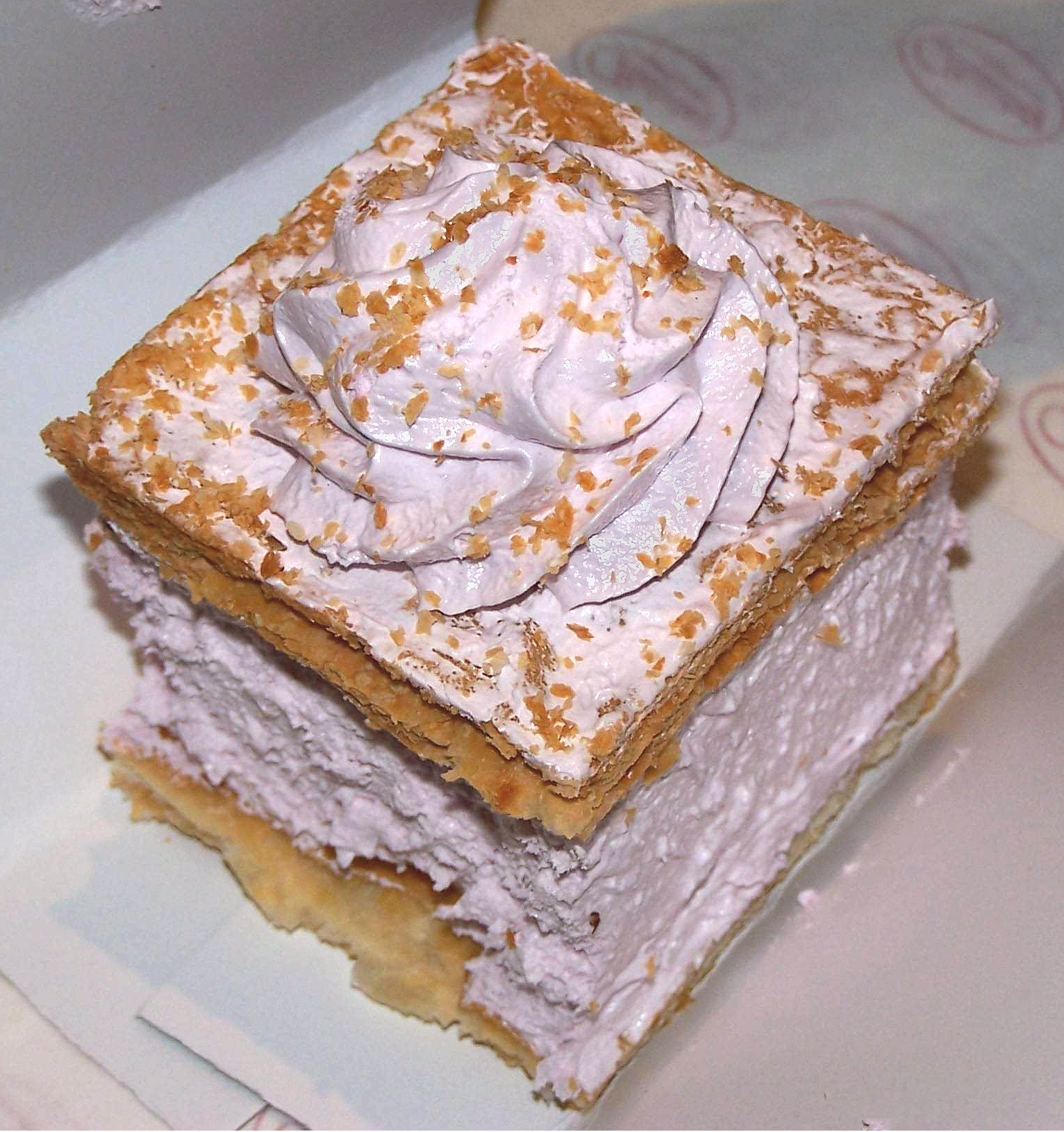
Napoleonka với kem trắng trứng

Napoleonka (tiếng Slovak: Krémeš), ít phổ biến hơn là kremówka, là một loại bánh kem của Ba Lan. Chiếc bánh này được làm bằng hai lớp bánh phồng, chứa đầy kem đánh bông, kem bơ, kem bánh vani (kem sữa trứng) hoặc đôi khi là kem lòng trắng trứng, và thường được rắc đường bột, được trang trí bằng kem hoặc phủ lên bề mặt một lớp kem.
Ở một số nơi ở Ba Lan, bánh được gọi là kremówka (tạm dịch là "bánh kem"), ở những nơi khác, bánh được gọi là napoleonka. Họa sĩ minh họa người Ba Lan Andrzej Mleczko đã khắc họa "cuộc chiến" giữa hai cái tên kremówka và napoleonka trong một bức tranh châm biếm của mình.
Bản thân chiếc bánh là một biến thể của mille-feuille  - một món tráng miệng của Pháp được làm từ ba lớp bánh phồng chứa đầy kem hoặc mứt - còn được gọi là Napoleon.
Đôi khi kremówkas có chứa rượu được bán, những thứ này trở nên phổ biến đặc biệt là hậu quả của một câu chuyện sai lầm mà Giáo hoàng John Paul II thích biến thể đó. Trên thực tế, Giáo hoàng rất thích kremówka truyền thống.

## Giáo hoàng kremówka
Vào ngày 16 tháng 6 năm 1999, giáo hoàng John Paul II đã đề cập rằng sau khi ông hoàn thành kỳ thi matura, ông đã dùng bữa kremówkas với các đồng nghiệp của mình tại thị trấn Wadowice. Họ đặt cược ai có thể ăn nhiều hơn. Vị giáo hoàng tương lai đã ăn mười tám kremówkas nhưng không thắng cược.
Và đã có một cửa hàng bánh. Sau kì thi matura, chúng tôi đã đi ăn kremówkas. Rằng chúng tôi tất cả đã vượt qua kì thi, và sau đó là những chiếc bánh kremówkas sau kì thi matura....— Pope John Paul II

Điều này đã được truyền thông công khai, và kremówkas "giáo hoàng" từ Wadowice trở nên phổ biến ở Ba Lan. Cửa hàng bánh kẹo nơi Đức Giáo hoàng ăn kremówkas thuộc sở hữu của nhà sản xuất bánh Do Thái Karol Hagenhuber, người đã đến Ba Lan từ Vienna. Nó nằm ở quảng trường Phố Wadowice. Một số người suy đoán rằng kremówkas ban đầu của giáo hoàng có chứa rượu, nhưng điều này đã bị con trai của Hagelahoma phủ định. Theo ông, bánh của cha ông là kremówkas bình thường, không cồn, mặc dù được làm bằng tất cả các thành phần tự nhiên, nhưng nó sử dụng một công thức truyền thống. Dù bằng cách nào, điều này đã dẫn đến sự đổi mới, và thậm chí danh tiếng quốc tế cho chiếc bánh, được đổi tên thành "giáo hoàng".
Vào năm 2007, để kỷ niệm sinh nhật lần thứ 87 của Giáo hoàng John Paul, một chiếc kremówka khổng lồ đã được nướng ở Rzeszów.
Kremówkas được nhớ đến bởi Giáo hoàng John Paul II được làm đầy với kem vani sữa (sữa trứng).